# 자연 증감률
인구의 자연 증감률 또는 자연 증가율은 인구가 인구 1000명당 자연 증감한 인구를 뜻하며, 출생률에서 사망률을 빼서 값을 구한다. 외국인 순유입 또는 내국인 순유출 등 사회적 증가는 고려하지 않으며, 순수 출생아 및 사망자 수 또는 출생률 및 사망률만 고려한다는 점에서 성장률(population growth)과는 다르다.
2020년, 한국은 출생아 수 27만 명, 사망자 수 30만 명, 인구 1000명당 출생률 5.3명, 사망률 5.9명으로 집계 사상 처음으로 출생아 수 및 출생률이 사망자 수 및 사망률을 밑돌아 자연감소가 발생하게 되었다.